# Farganaud
Der Farganaud ist ein kleiner Fluss im Südwesten von Frankreich, der im Département Dordogne der Region Nouvelle-Aquitaine südwestlich der Stadt Périgueux verläuft.

## Geografie

### Verlauf
Der Farganaud entspringt unter dem Namen Ruisseau de Fayoulet im nördlichen Gemeindegebiet von Saint-Michel-de-Double, entwässert generell Richtung Südsüdwest durch die Landschaft Double und mündet nach rund 15 Kilometern im Gemeindegebiet von Saint-Laurent-des-Hommes als rechter Nebenfluss in die Isle.

### Orte am Fluss
(Reihenfolge in Fließrichtung)
- Fayoulet, Gemeinde Saint-Michel-de-Double
- La Garde, Gemeinde Saint-Michel-de-Double
- Maillotier, Gemeinde Saint-Laurent-des-Hommes
- Farganaud, Gemeinde Saint-Laurent-des-Hommes
- Saint-Laurent-des-Hommes
- Chaulant, Gemeinde Saint-Laurent-des-Hommes